# ツール・ド・フランス1953
ツール・ド・フランス1953は、ツール・ド・フランスとしては40回目の大会。1953年7月3日から7月26日まで、全22ステージで行われた。

## 総合成績
| 順位 | 選手名                     | 国籍     | 時間            |
| ---- | -------------------------- | -------- | --------------- |
| 1    | ルイゾン・ボベ             | フランス | 129時間23分25秒 |
| 2    | ジャン・マレジャック       | フランス | +14分18秒       |
| 3    | ジャンカルロ・アストルア   | イタリア | +15分02秒       |
| 4    | アレックス・クローズ       | ベルギー | +17分35秒       |
| 5    | ヴート・ヴァフトマンス     | オランダ | +18分05秒       |
| 6    | フリッツ・シェーア         | スイス   | +18分44秒       |
| 7    | アントナン・ローラン       | フランス | +23分03秒       |
| 8    | ヌロ・ロルディ             | フランス | +26分03秒       |
| 9    | ラファエル・ジェミニアーニ | フランス | +27分18秒       |
| 10   | フランソワ・マエ           | フランス | +28分26秒       |

### マイヨ・ジョーヌ保持者
| 選手名                     | 国籍     | 首位区間          |
| -------------------------- | -------- | ----------------- |
| フリッツ・シェーア         | スイス   | 第1-第4、第9-第10 |
| ロジェ・アサンフォルデール | フランス | 第5-第8           |
| ジャン・ロビック           | フランス | 第11              |
| フランソワ・マエ           | フランス | 第12              |
| ジャン・マレジャック       | フランス | 第13-第17         |
| ルイゾン・ボベ             | フランス | 第18-最終         |

### 各部門賞結果
| 第40回 ツール・ド・フランス 1953 |                                        |
| 全行程                           | 22区間、4476km                         |
| 総合優勝                         | ルイゾン・ボベ 129時間23分25秒         |
| 2位                              | ジャン・マレジャック +14分18秒         |
| 3位                              | ジャンカルロ・アストルア +15分02秒     |
| 4位                              | アレックス・クローズ +17分35秒         |
| 5位                              | ヴート・ヴァフトマンス +18分05秒       |
| ポイント賞                       | フリッツ・シェーア 271ポイント         |
| 2位                              | フィオレンツォ・マーニ 307ポイント     |
| 3位                              | ラファエル・ジェミニアーニ 406ポイント |
| 山岳賞                           | ヘスス・ロローニョ 54ポイント          |
| 2位                              | ルイゾン・ボベ 36ポイント              |
| 3位                              | ジョセフ・ミランド 30ポイント          |